# Pristimantis trachyblepharis
Pristimantis trachyblepharis es una especie de anfibio anuro de la familia Craugastoridae.

## Distribución
Esta especie es endémica del valle del río Pastaza en Ecuador. Habita entre los 320 y 1250 m de altitud en la ladera oriental de la Cordillera Oriental.

## Descripción
El holotipo mide 20 mm.

## Publicación original
- Boulenger, 1918 : Descriptions of new South-American Batrachians. Annals and Magazine of Natural History, sér. 9, vol. 2, p. 427-433[5]